# Jens Voigt
Jens Voigt (Grevesmühlen, 17 de septiembre de 1971) es un ciclista alemán.
Su última carrera profesional fue el USA Pro Cycling Challenge en agosto de 2014, aunque tenía previsto hacer una despedida en su país corriendo los Seis Días de Berlín. Por sorpresa, anunció a principios de septiembre de 2014 que intentaría batir el Récord de la hora el 18 del mismo mes, lo cual logró estableciendo una distancia de 51,115 km superando en más de 1400 m la anterior marca.
Corrió 17 veces el Tour de Francia, con lo cual es el segundo con más presencias en la ronda gala junto a George Hincapie y Stuart O'Grady, solo por detrás de Sylvain Chavanel. La mejor clasificación que obtuvo fue la 28.ª posición en 2007. Además ganó 2 etapas, en 2001 la primera y en 2006 la segunda.
Entre su palmarés destacado también se encuentran sus cinco victorias en el Critérium Internacional y dos triunfos en la Vuelta a Alemania.

## Biografía
Jens Voigt nació en la misma zona que el ganador del Tour de Francia 1997, Jan Ullrich. La primera carrera que consiguió ganar fue la Carrera de la Paz en 1994 y encabezó el ranking UCI "Challenge Mondial Amateurs" en diciembre de 1994. Después de estar en el ejército alemán, se inició en el ciclismo profesional en 1997, ganando carreras para el equipo australiano "ZVVZ Giant Instituto Australiano del Deporte".
En 1998, con el apoyo de su antiguo equipo, se trasladó a equipo francés GAN (posteriormente Crédit Agricole), donde pasó cinco años acumulando 20 victorias, entre ellas un día con el maillot amarillo en el Tour del 2000, y una etapa en 2001. Voigt desempeñó un papel muy importante para la victoria de Jan Ullrich en los Juegos Olímpicos de 2000.
En 2004 fichó por el Team CSC, donde se reunió con su excompañero en el Crédit Agricole, Bobby Julich. Ellos formaron una pareja sólida, siendo ambos especialistas contra el crono. Ese año corrió el Tour de Francia para el capitán de su equipo en el CSC Ivan Basso y junto con Jakob Piil a menudo se metió en las escapadas. En la 15.ª etapa, Voigt se encontraba escapado cuando Ullrich atacó en el Col de l'Echarasson, dejando atrás al líder Lance Armstrong y a Basso. Como el equipo de Armstrong no podía tirar para cazar a Ullrich, a Voigt se le ordenó regresar de la escapada para ayudar a Basso y defender su lugar. Voigt vio como Ullrich lo pasó cuando él esperaba a su capitán y fue criticado por los aficionados alemanes llamándolo Judas, por no ayudar a Ullrich. Voigt criticó al canal alemán de televisión ARD por iniciar una caza de brujas en su contra y alegó que a él le pagaba el Team CSC, no Alemania.
En 2005 ganó el Tour del Mediterráneo, por delante de sus compañeros de equipo Fränk Schleck (2.º) y Nicki Sørensen (4.º). Ganó el prólogo de la París-Niza, mientras Julich ganó la general. En la Lieja-Bastoña-Lieja es tuvo cerca de la victoria, cuando luego de escaparse junto a Alexandre Vinokourov, perdió en el sprint final ante el kazajo.

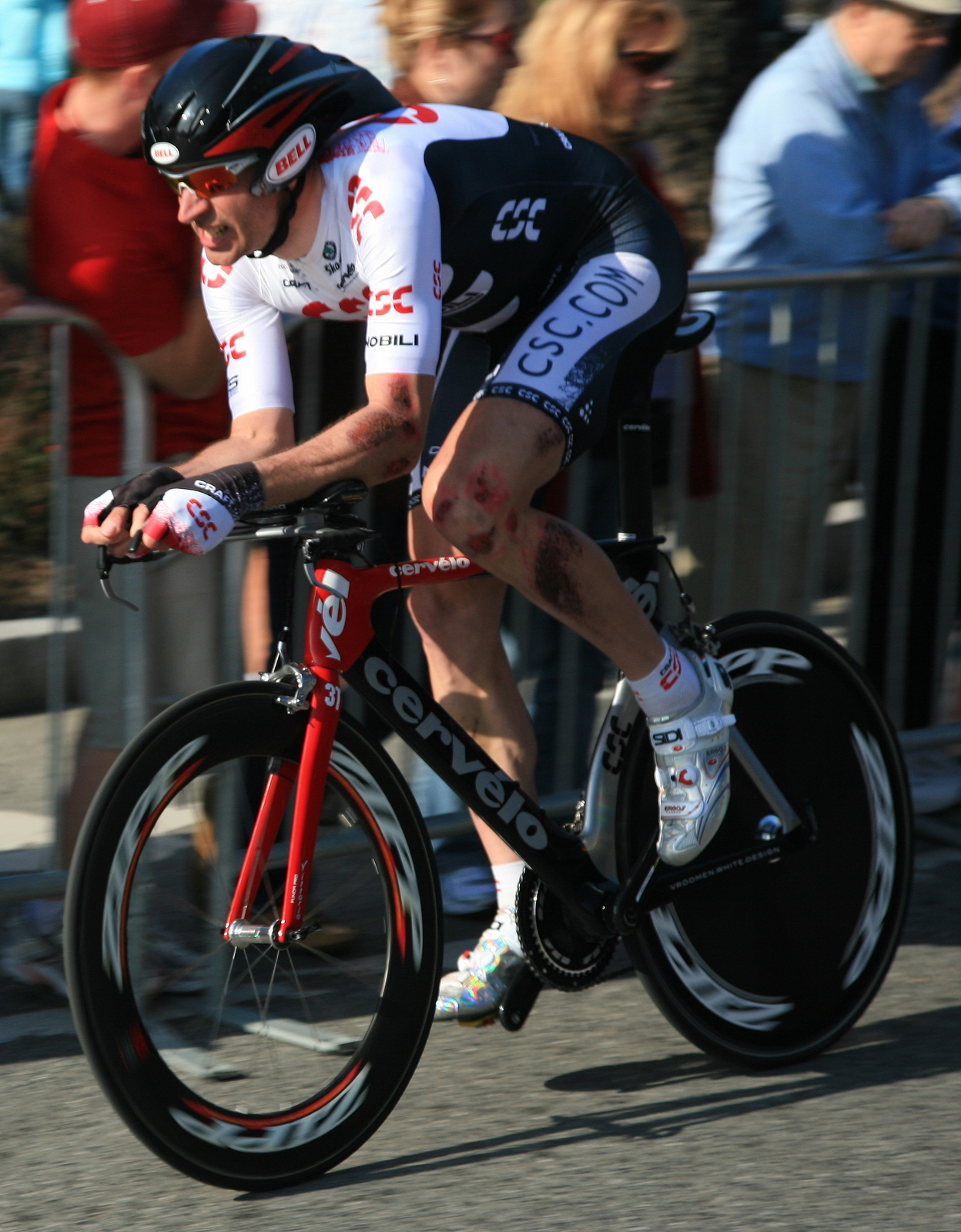
Jens Voigt en el Tour de California.

En el Tour de Francia 2005 consiguió coger el maillot amarillo por delante de Lance Armstrong aunque no pudo mantenerlo por más de un día debido a que en la etapa siguiente amaneció con fiebre y perdió 3 minutos en la línea de meta.
Voigt en 2006 ganó la Rund die Hainlete. Voigt inició más tranquilo la temporada para ahorrar energía para ayudar a Basso a ganar el Giro de Italia y Tour de Francia. Su único resultado hasta el Giro en mayo fue un ataque en la quinta etapa de la Vuelta al País Vasco, pero tuvo que conformarse con la segunda plaza por detrás de Thomas Voeckler.
En el Giro de Italia, Voigt viajaban en apoyo de Basso. A raíz de la etapa 5, Voigt se encontró en segundo lugar, por detrás del líder Serhiy Honchar por seis segundos. Durante la primera montaña, Voigt ayudó a tomar la iniciativa de Basso, mientras que él terminó 37.º. En la etapa 19, Voigt y Julich se encontraban en un grupo de 20 corredores, el equipo CSC era líder del pelotón para defender la primera posición de Basso y Voigt y Julich no funcionaron. Hasta el último ascenso, Voigt era el único ciclista que quedaba junto con el español Juan Manuel Gárate, pero como Voigt no creía que había hecho lo suficiente para merecer la victoria, permite ganar a Garate. Voigt finalmente obtuvo su primera victoria de la temporada en Ster Elektrotoer en junio. Aquí ganó la etapa 4.ª y ayudó al equipo para que Kurt-Asle Arvesen ganase la general, dos semanas antes del Tour de Francia.
En los días antes del Tour, Basso fue suspendido por el equipo de CSC después de que su nombre apareciese en la Operación Puerto, investigación contra el dopaje. Carlos Sastre se convirtió en capitán del equipo. Voigt toma el papel de atacante, para disminuir la carga del equipo, y estuvo en escapadas en varias etapas. En el escenario 13 de Béziers a Montélimar, la etapa más larga del Tour 2006 a 231 kilómetros, Voigt se puso en un grupo de cinco hombres, escapada que terminó 29 minutos y 58 segundos por delante del pelotón principal. En la línea de meta, Voigt sprintó con Óscar Pereiro y consiguió su segunda victoria de etapa en el Tour. En la etapa 15, Voigt ayudó a Fränk Schleck, tirando duro con su compañero David Zabriskie, que finalmente dieron la victoria Schleck. Voigt terminó la 53.º en el Tour 2006, ayudando a terminar Sastre 4.º.
En el Tour 2009 sufrió una espectacular caída en la 16.ª etapa obligándolo a retirarse de la etapa y del Tour. La caída la sufrió en el descenso de Bourg-Saint-Maurice, cuando iba en el grupo de escapados.
El 18 de septiembre de 2014, al día siguiente de cumplir 43 años, consiguió batir el Récord de la hora de la UCI en el velódromo de la ciudad Suiza de Grenchen, al establecer un nuevo registro de 51,155 km, superando el récord anterior en poder del checo Ondřej Sosenka de 49,700 km.

## Palmarés

### Ruta
| 1992 - 1 etapa de la Vuelta a Austria 1994 - Carrera de la Paz - Vuelta a la Baja Sajonia 1995 - 1 etapa del Tour de Normandía 1996 - Sachsen-Tour, más 1 etapa - 1 etapa del Rapport Toer - 1 etapa de la Vuelta a Renania-Palatinado - 1 etapa del Tour de Hesse 1997 - 1 etapa del Sachsen-Tour - Vuelta a la Baja Sajonia, más 1 etapa 1998 - 1 etapa de la Vuelta al País Vasco 1999 - 1 etapa de la Ruta del Sur - Critérium Internacional - Dúo Normando (haciendo pareja con Chris Boardman) 2000 - G. P. Cholet-Pays de Loire - Vuelta a Baviera 2001 - Vuelta a Baviera, más 1 etapa - 1 etapa de la Dauphiné Libéré - 1 etapa de la Ruta del Sur - 1 etapa del Tour de Francia - Tour de Poitou-Charentes - Dúo Normando (haciendo pareja con Jonathan Vaughters) - 1 etapa del Tour de Polonia - Gran Premio de las Naciones 2002 - 1 etapa del Critérium Internacional - 3.º en el Campeonato de Alemania Contrarreloj 2003 - 1 etapa del Critérium Internacional - Tour de Poitou-Charentes, más 1 etapa - París-Bourges 2004 - Critérium Internacional, más 2 etapas - 1 etapa de la Vuelta al País Vasco - Vuelta a Baviera - 1 etapa de la Vuelta a Dinamarca - 3.º en el Campeonato de Alemania Contrarreloj - Luk Challenge (haciendo pareja con Bobby Julich) | 2005 - 1 etapa de la Estrella de Bessèges - Tour del Mediterráneo, más 2 etapas - 1 etapa de la París-Niza - 1 etapa de la Vuelta al País Vasco - 1 etapa de la Vuelta a Baviera - 3.º en el Campeonato de Alemania Contrarreloj - Luk Challenge (con Bobby Julich) 2006 - 1 etapa del Ster Elektrotoer - 1 etapa del Tour de Francia - Vuelta a Alemania, más 3 etapas - Tour de la Hainleite - Sparkassen Giro Bochum - 3.º en el Campeonato de Alemania Contrarreloj 2007 - Vuelta a Alemania - 1 etapa de la Vuelta al País Vasco - 1 etapa del Tour de California - Critérium Internacional, más 1 etapa - Schwenningen Cup 2008 - Critérium Internacional - 1 etapa del Giro de Italia - Tour de Polonia, más 1 etapa 2009 - Critérium Internacional, más 1 etapa - 3.º en el Campeonato de Alemania Contrarreloj 2010 - 1 etapa de la Volta a Cataluña - 3.º en el Campeonato de Alemania Contrarreloj 2012 - 1 etapa del USA Pro Cycling Challenge 2013 - 1 etapa del Tour de California |

### Pista
2014
- Récord de la hora (51,155 km)[7]

## Resultados en Grandes Vueltas y Campeonatos del Mundo
| Carrera              | Carrera              | 1997 | 1998 | 1999 | 2000 | 2001 | 2002  | 2003 | 2004 | 2005  | 2006 | 2007 | 2008 | 2009 | 2010  | 2011 | 2012 | 2013 | 2014  |
| -------------------- | -------------------- | ---- | ---- | ---- | ---- | ---- | ----- | ---- | ---- | ----- | ---- | ---- | ---- | ---- | ----- | ---- | ---- | ---- | ----- |
|                      | Giro de Italia       | —    | —    | —    | —    | —    | —     | —    | —    | —     | 37.º | —    | 53.º | 48.º | —     | —    | —    | —    | —     |
|                      | Tour de Francia      | —    | 83.º | 60.º | 60.º | 46.º | 110.º | Ab.  | 35.º | F. c. | 52.º | 28.º | 35.º | Ab.  | 126.º | 67.º | 52.º | 67.º | 108.º |
|                      | Vuelta a España      | —    | —    | —    | —    | —    | —     | —    | —    | —     | —    | —    | —    | —    | —     | —    | —    | —    | —     |
| Mundial en Ruta      | Mundial en Ruta      | —    | Ab.  | Ab.  | 92.º | Ab.  | Ab.   | —    | —    | Ab.   | —    | Ab.  | —    | —    | —     | —    | —    | —    | —     |
| Mundial Contrarreloj | Mundial Contrarreloj | —    | —    | 9.º  | 7.º  | 29.º | —     | —    | —    | —     | —    | —    | —    | —    | —     | —    | —    | —    | —     |

—: no participa
Ab.: abandono
F. c.: Fuera de control

## Equipos
- ZVVZ-Giant-AIS (1997)
- Gan/Crédit Agricole (1998-2003)
  - Gan (1998)
  - Crédit Agricole (1999-2003)
- CSC/Saxo Bank (2004-2010)
  - Team CSC (2004-2008)
  - CSC-Saxo Bank (2008)
  - Team Saxo Bank (2009-2010)

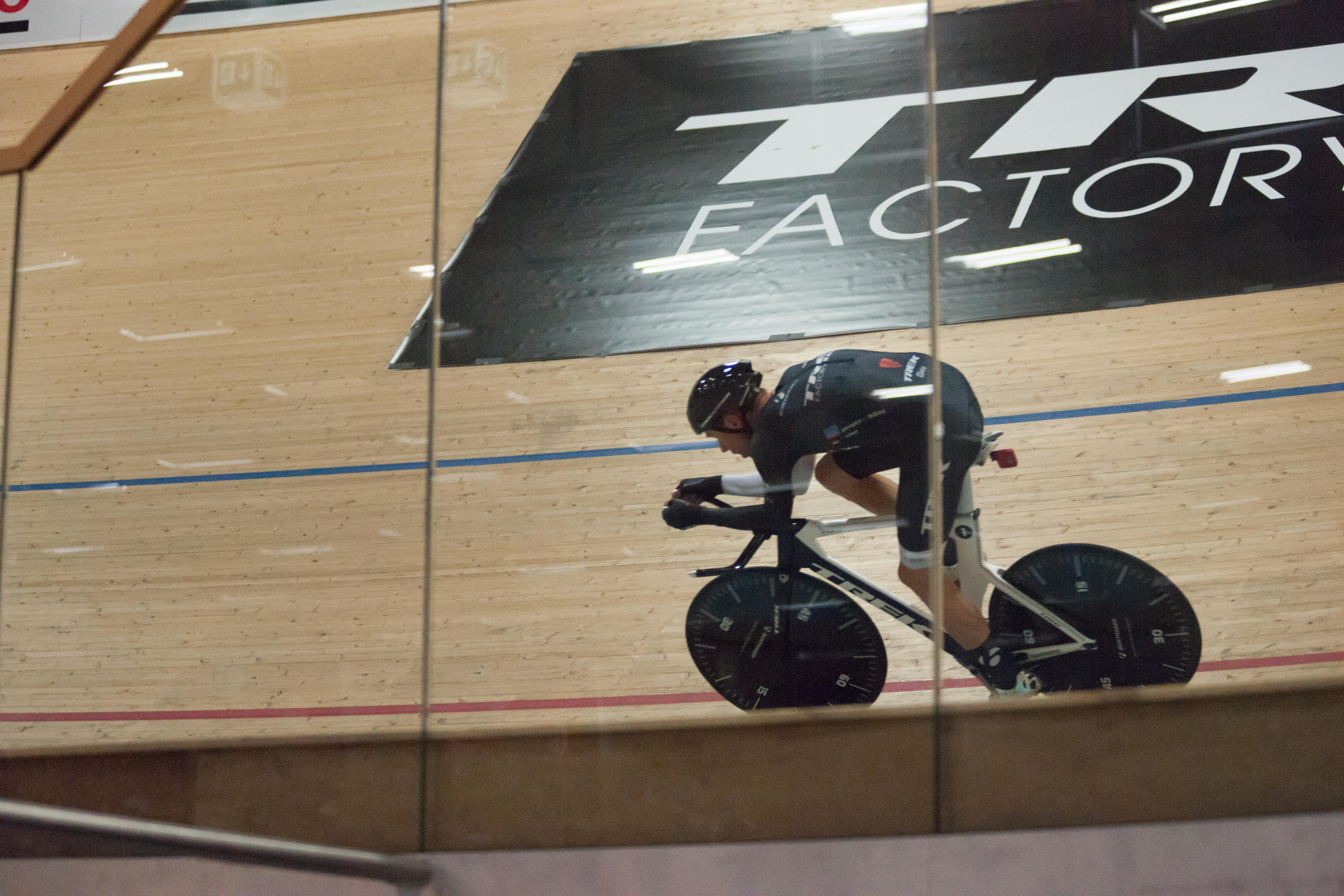
Jens Voigt durante el la consecución del Récord de la hora.

- Leopard/Radioshack/Trek (2011-2014)
  - Leopard Trek (2011)
  - RadioShack-Nissan (2012)
  - RadioShack Leopard (2013)
  - Trek Factory Racing (2014)